# Гарри — друг, который желает вам добра
«Гарри — друг, который желает вам добра» (фр. Harry un ami qui vous veut du bien) — кинофильм режиссёра Доминика Молля, вышедший на экраны в 2000 году.

## Сюжет
Супруги Мишель (Лоран Люка) и Клер (Матильда Сенье), представители среднего класса, отправляются в поездку к родителям Мишеля, взяв с собой трех дочерей — Жанну, Сару и Ирис. В машине нет кондиционера, детей укачивает, и семья решает сделать сделать остановку для отдыха. На заправке Мишель встречает Гарри (Серхи Лопес), старого лицейского товарища, которого он не видел много лет. Гарри путешествует со своей девушкой Прюн (Софи Гиймен), собираясь показать ей Швейцарию и гору Маттерхорн. Гарри спрашивает, можно ли им с Прюн поужинать в доме Мишеля, и Мишель соглашается.
Летний домик Мишеля — старая развалюха, которую семья планирует отремонтировать собственными силами. Мишель обнаруживает, что отец без его согласия обустроил ванную комнату. За ужином Гарри напоминает Мишелю о стихотворении, которое тот опубликовал в лицейской газете, а также о научно-фантастическом рассказе «Летающие обезьяны». Он предлагает помочь семье всем, чем может, утверждая, что деньги для него не проблема. На следующий день, после того как Мишель пытается засыпать глубокую шахту во дворе дома, старый семейный автомобиль Renault 21 глохнет посреди дороги, и Гарри, несмотря на протесты Мишеля и Клэр, покупает им новый внедорожник Mitsubishi Pajero Sport. Родители Мишеля хотят приехать к нему в дом; отец Мишеля не может водить машину на длинные расстояния из-за слабого сердца, поэтому Мишель сам заезжает за ними. Когда он привозит их в дом, там уже находятся Гарри и Прюн. Гарри замечает, какое психологическое давление родители оказывают на Мишеля.
Гарри и Прюн отправляются ночевать в гостиницу. Ночью Гарри покидает номер, угоняет фургон и приезжает к родителям Мишеля, утверждая, что Мишель попал в беду и они должны следовать за ним. Они садятся в машину и едут за ним, но Гарри съезжает с дороги и сталкивает их со скалы в пропасть. Мишель с ужасом узнает, что его родители погибли, и семья посещает их похороны. После кремирования Гарри везёт брата Мишеля Эрика до дома. По дороге Эрик оскорбляет Мишеля и высмеивает его школьное стихотворение. Гарри возвращается в дом один, утверждая, что Эрик решил ехать автостопом. Дочь Мишеля видит труп Эрика в багажнике машины Гарри. Ночью Гарри избавляется от тела.
На фоне семейной трагедии Мишель чувствует вдохновение и начинает писать продолжение «Летающих обезьян», но приходит в ярость, когда Клэр прерывает его работу. Гарри говорит Мишелю, что, по его мнению, Клэр является обузой и не даёт Мишелю раскрыться. Семья снова ужинает с Прюн и Гарри, и Гарри говорит Прюн, что Мишель назвал её идиоткой с одной извилиной. Она убегает в ванную и плачет; Мишель подходит к ней, чтобы извиниться, и целуется с Прюн. Мишель извиняется перед Клэр и, вдохновившись любимым блюдом Гарри, пишет рассказ под названием «Яйца». Ночью Гарри возвращается, убивает Прюн и просит Мишеля помочь избавиться от её тела, сбросив его в шахту. Когда Мишель понимает, что Гарри собирается сделать то же самое с Клэр, он закалывает Гарри ножом и сбрасывает его тело в тот же колодец.
Мишель не спит всю ночь, засыпая шахту. Утром Клэр говорит ему, что прочитала «Яйца» и считает рассказ гениальными. Семья отправляется в очередное путешествие на внедорожнике, который им подарил Гарри.

## В ролях
- Лоран Люка — Мишель
- Сержи Лопес — Гарри
- Матильда Сенье — Клер
- Софи Гиймен — Прюн
- Лилиана Ровер — мать
- Доминик Розан — отец
- Мишель Фо — Эрик

## Награды и номинации
- 2000 — участие в основном конкурсе Каннского кинофестиваля (Доминик Молль)
- 2000 — участие в основном конкурсе Братиславского кинофестиваля (Доминик Молль)
- 2000 — премия European Film Awards лучшему актеру (Сержи Лопес), а также две номинации: лучший фильм (Мишель Сен-Жан) и лучший сценарист (Доминик Молль, Жиль Маршан)
- 2001 — 4 премии «Сезар»: лучший режиссёр (Доминик Молль), лучший актер (Сержи Лопес), лучший монтаж (Янник Кергоа), лучший звук (Франсуа Морель, Жерар Ламп, Жерар Арди); а также 5 номинаций: лучший фильм (Доминик Молль), лучший сценарий (Доминик Молль, Жиль Маршан), самая многообещающая актриса (Софи Гильемин), лучшая актриса второго плана (Матильда Сенье), лучшая музыка к фильму (Дэвид Уитакер)
- 2001 — номинация на премию BAFTA за лучший фильм не на английском языке (Мишель Сен-Жан, Доминик Молль)
- 2002 — номинация на премию «Сатурн» за лучший ДВД-релиз